# Castiglione del Lago
Castiglione del Lago település Olaszországban, Umbria régióban, Perugia megyében. Lakosainak száma 15 137 fő (2023. január 1.). Castiglione del Lago Chiusi, Città della Pieve, Cortona, Magione, Montepulciano, Paciano, Panicale, Passignano sul Trasimeno és Tuoro sul Trasimeno községekkel határos.

## Népesség
A település lakossága az elmúlt években az alábbi módon változott:
| Lakosok száma | 15 574 | 15 479 | 15 137 |
|               | 2015   | 2018   | 2023   |